# Cristiano De André

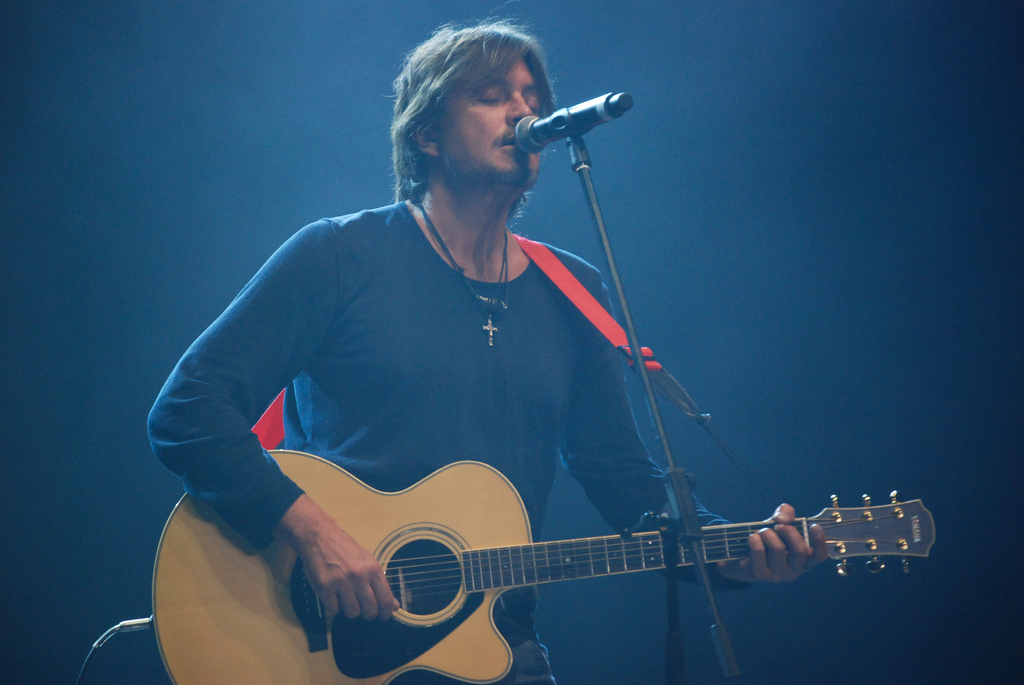
Cristiano De André, 2010

Cristiano De André (* 29. Dezember 1962 in Genua) ist ein italienischer Multiinstrumentalist und Cantautore.

## Karriere
Der Sohn von Fabrizio De André studierte am Conservatorio Niccolò Paganini di Genova Violine und Gitarre. Anfang der 1980er Jahre gründete er mit Marco Bisotto, Carlo Pimazzoni und Carlo Facchini die Gruppe Tempi Duri, die 1985 das Album Chiamali Tempi Duri veröffentlichte. Im gleichen Jahr trat er in der Jugendsektion des Sanremo-Festivals mit dem Titel Bella più di me an und gewann den Kritikerpreis. Sein erstes Soloalbum Cristiano De André entstand in Zusammenarbeit mit Massimo Bubola und erschien 1987. Auf dem 1990 folgenden Album L’albero della cuccagna waren Ares Tavolazzi, Ellade Bandini, Vince Tempera und Mauro Pagani seine musikalischen Partner.
Sein drittes Album Canzoni con il naso lungo (1992) realisierte er mit Eugenio Finardi. 1993 nahm er mit dem Titel Dietro la porta am Sanremo-Festival teil und erreichte den zweiten Platz; außerdem gewann er den Premio Volare und wiederum den Kritikerpreis. 1995 erschien das Album Sul confine mit Manuela Gubinelli, Daniele Fossati, Carlo Facchini, Stefano Melone, Eugenio Finardi, Oliviero Malaspina und Massimo Bubola. 1998 und 1999 unternahm De André mit seinem Vater zwei Konzertreisen.
Für sein 2001 erschienenes Album Scaramante wurde er mit dem Premio Lunezia ausgezeichnet. 2003 nahm er mit dem Titel Un giorno nuovo erneut am Sanremo-Festival teil. In den nächsten Jahren widmete er sich im Rahmen der Fondazione Fabrizio De André vorwiegend der Pflege des musikalischen Erbes seines Vaters. 2009 kehrte er im Rahmen der seinem Vater gewidmeten Show Che tempo che fa in die Öffentlichkeit zurück und unternahm dann unter dem Titel De André canta De André eine Tournee mit neu interpretierten Liedern seines Vaters.
Auf dem Giorgio Gaber gewidmeten Album Per Gaber io ci sono (2012) sang er den Titel Buttare lì qualcosa. 2013 erschien sein nächstes Album Come in cielo così in guerra. Dieses nahm er mit Corrado Rustici auf, der ihn auch auf der nachfolgenden Come in cielo così in guerra Tour begleitete. Beim Sanremo-Festival 2014 gewann De André zum wiederholten Mal den Kritikerpreis und den Premio “Sergio Bardotti”.

## Diskografie

### Alben
- Cristiano De André (1987)
- L’albero della cuccagna (1990)
- Canzoni con il naso lungo (1992)
- Sul confine (1995)

| Jahr | Titel                          | Höchstplatzierung, Gesamtwochen, AuszeichnungChartsChartplatzierungen (Jahr, Titel, Platzierungen, Wochen, Auszeichnungen, Anmerkungen) | Anmerkungen                             |
| Jahr | Titel                          | IT | Anmerkungen                             |
| ---- | ------------------------------ | --- | --------------------------------------- |
| 2001 | Scaramante                     | IT42 (2 Wo.)IT | Erstveröffentlichung: 19. Oktober 2001  |
| 2003 | Un giorno nuovo                | IT46 (1 Wo.)IT | Erstveröffentlichung: 1. November 2003  |
| 2009 | De André canta De André        | IT22 (23 Wo.)IT | Erstveröffentlichung: September 2009    |
| 2010 | De André canta De Andre vol. 2 | IT43 (12 Wo.)IT | Erstveröffentlichung: 30. November 2010 |
| 2013 | Come in cielo così in guerra   | IT13 (13 Wo.)IT | Erstveröffentlichung: 2. April 2013     |
| 2017 | De André canta De Andre vol. 3 | IT62 (1 Wo.)IT | Erstveröffentlichung: 6. Oktober 2017   |

### Singles
| Jahr | Titel Album    | Höchstplatzierung, Gesamtwochen, AuszeichnungChartsChartplatzierungen (Jahr, Titel, Album, Platzierungen, Wochen, Auszeichnungen, Anmerkungen) | Anmerkungen                                      |
| Jahr | Titel Album    | IT | Anmerkungen                                      |
| ---- | -------------- | --- | ------------------------------------------------ |
| 2025 | Crêuza de mä – | IT49 (3 Wo.)IT | Erstveröffentlichung: 11. Februar 2025 mit Bresh |